# Нижньозаїтово
Нижньозаї́тово (рос. Нижнезаитово, башк. Түбәнге Зәйет) — село у складі Шаранського району Башкортостану, Росія. Адміністративний центр Нижньозаїтовської сільської ради.
Населення — 690 осіб (2010; 785 у 2002).
Національний склад:
- башкири — 83 %